# Nesticus sodanus
Nesticus sodanus là một loài nhện trong họ Nesticidae.
Loài này thuộc chi Nesticus. Nesticus sodanus được Willis J. Gertsch miêu tả năm 1984.